# Gunung Megang (Semidang Alas)
Gunung Megang is een bestuurslaag in het regentschap Seluma van de provincie Bengkulu, Indonesië. Gunung Megang telt 342 inwoners (volkstelling 2010).